# Іваницький Степан Миколайович
Іваницький Степан Миколайович (8 квітня 1945, с. Рогачин Тернопільського району Тернопільської області) — український господарник. Заслужений лісівник України (1995). Почесні нагороди Держлісгоспу України.

## Життєпис
Від 1947 жив у селі Нараєві Бережанського району.
Закінчив Львівський лісотехнічний інститут (1971, нині університет).
Працював 1972—1974 техніком-лісівником, помічником лісничого у Нараївському лісництві, 1974—1981 — старшим інженер-економістом, начальником цеху переробки деревини Бережанського держлісгоспу Тернопільського обласного управління лісового господарства (нині ДЛГО «Тернопільліс»).
Від 1981 — директор Кременецького держлісгоспу, від 1999 — директор виробничого-навчального комплексу «Кременецький лісгосп-технікум».